# 발타너

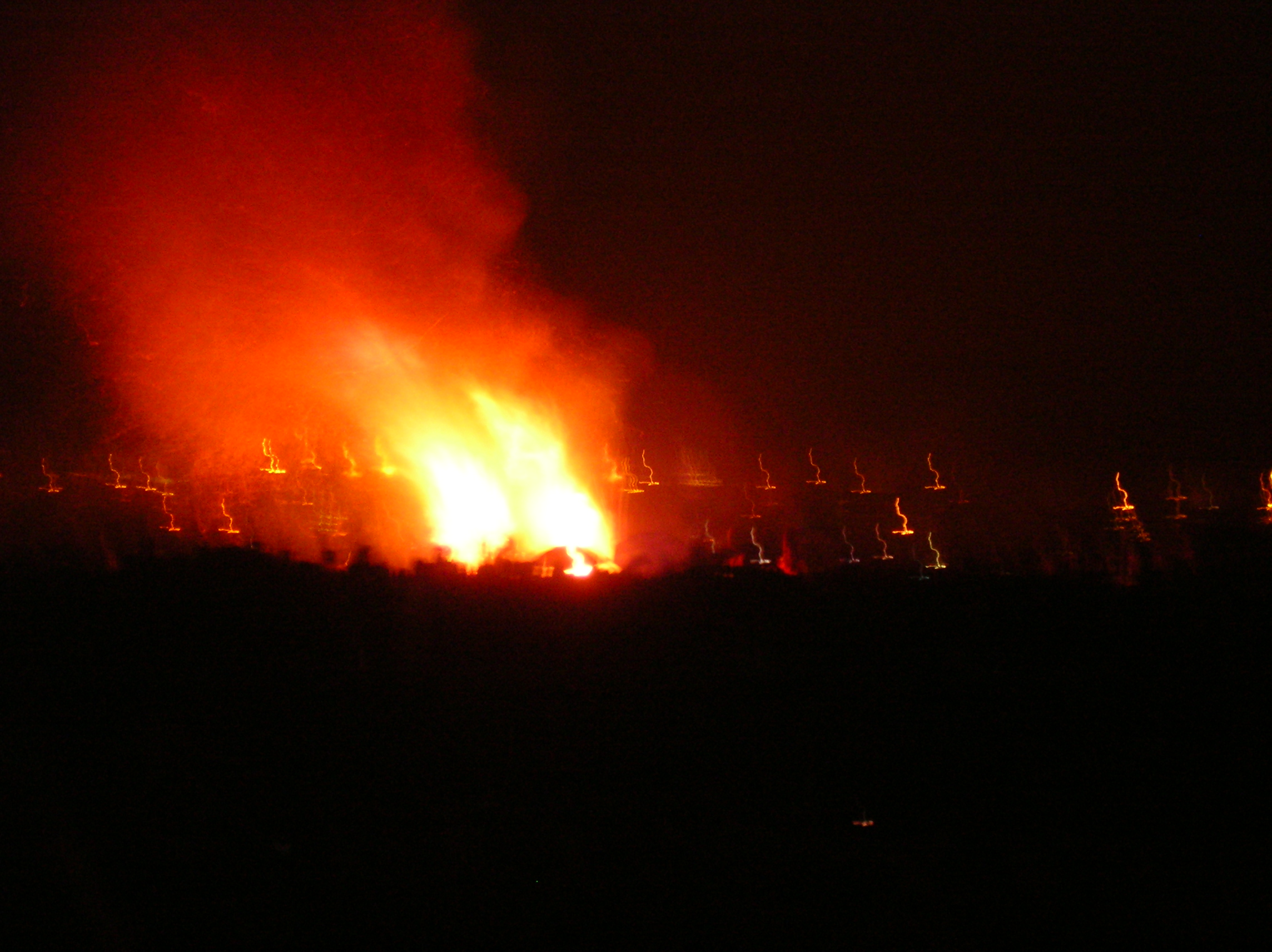

라 발타너(아일랜드어: Lá Bealtaine [l̪ˠaː ˈbʲal̪ˠt̪ˠənʲə], 스코틀랜드 게일어: Bealltainn, 고대 아일랜드어: Beltaine 벨타너, 영어: Beltane 벨테인[ˈbɛl.teɪn][*])은 여름의 시작을 알리는 고대 켈트족의 축제이다. 전통적으로 5월 1일, 즉 춘분과 하지 사이의 중간쯤에 개최된다. 역사적으로 아일랜드, 스코틀랜드, 맨 섬에서 널리 관찰되었다.
발타너는 초기 아일랜드 문헌에 언급되어 있으며 아일랜드 신화의 중요한 사건과 관련이 있다. 쳄삼하인(Cétshamhain, '여름의 첫 번째')으로도 알려진 이 날은 여름의 시작을 알리고 소들이 여름 목초지로 쫓겨나는 때였다. 소, 사람, 농작물을 보호하고 성장을 장려하기 위해 의식이 거행되었다. 특별한 모닥불이 피워졌는데, 그 불꽃, 연기, 재는 보호하는 힘이 있다고 여겨졌다. 사람들과 가축들은 모닥불 주위나 그 사이를 돌아다니고 때로는 불길이나 불씨 위로 뛰어오르곤 했다. 모든 가정의 불은 꺼진 다음 발타너 모닥불에서 다시 켜진다. 이러한 모임에는 잔치가 동반되며 음식과 음료의 일부가 아오스 시에 제공된다. 문, 창문, 샛별, 가축은 노란색의 5월 꽃으로 장식되었는데, 그것이 불을 불러일으키기 때문이었을 것으로 추정된다.
발타너의 공개 기념 행사는 20세기에 인기가 사라졌지만, 일부 관습은 지역 문화 행사로 계속해서 부활하고 있다. 20세기 후반부터 켈트 신교도들과 위카교도들은 발타너를 기반으로 한 축제를 종교적인 휴일로 지켜왔다. 남반구의 신이교도들은 11월 1일에 축제를 기념할 수 있다.

## 같이 보기
- 서우인
- 발푸르기스의 밤